# スネーフェル登山鉄道
スネーフェル登山鉄道（スネーフェルとざんてつどう、マン島語: Raad-Yiarn Sniaull）は、イギリスのマン島にある電気動力の登山鉄道である。この鉄道はラクシー村と島の最高点で海抜2,036フィート (621 m)のスネーフェル山の頂上とを結ぶ。ラクシーでは マンクス電気鉄道 （MER）に接続する。路線の延長は5マイル (8 km)で、3 ft 6 in (1,067 mm) ゲージを使用し、急勾配でブレーキをかけるためにフェル式システムのセンターレールを使用する。それは、550ボルトの直流で架空電車線方式で電化されており架線とボウコレクターを使用する。

## 操作

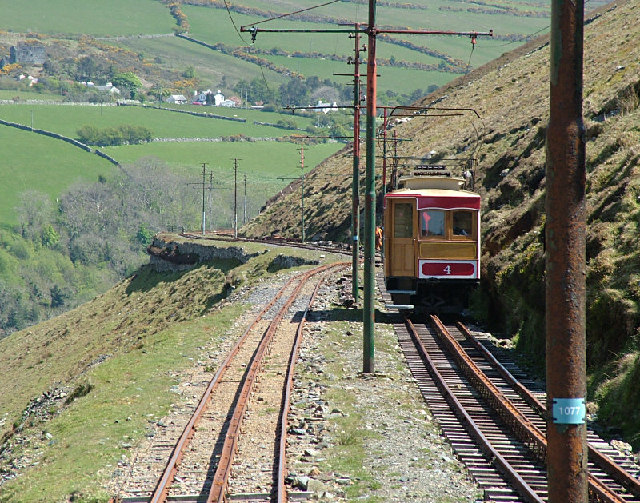
4号車。線路中央のフェル式ガイドレールに注意。

鉄道は3月から11月初旬まで運行しており 、片道30分かかる。冬には、着氷による損傷を避けるために、ルートの露出した上部の架線が撤去される。乗客は、1895年に製造された 1、2、4、5、6の番号が付けられた5台の木製の電車で運ばれる。3号車は2016年に破壊された。 5号車は1970年の事故で全焼し、その車体は1971年に同様の設計に改造されたものである。車両は1970年代後半に、撤去されたアーヘン市電のモーターと駆動装置を使用して、オリジナルに基づいたデザインの新しい台車を再装備した。軌間とセンターレールが異なるため、車両は3 ft (914 mm)ゲージのMERと直通することはできない。鉄道車両は時折、台車を交換することによってダグラスのMER工場で作業される。これを支援するために、ラクシーには三線軌条の側線がある。鉄道は、マン島政府の一部門であるマン島ヘリテージ鉄道によって所有および運営されている。

## 歴史

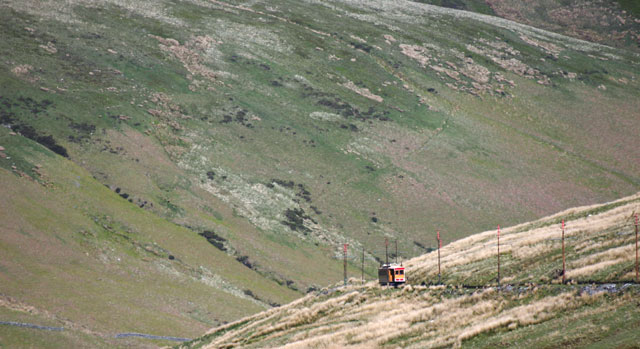
山からの長め（遠くに電車が見える）

この線はもともと、フェルシステムを発明したジョン・バラクロフ・フェルの息子であるジョージ・ノーブル・フェルによって調査された。この調査は、推進とブレーキの両方にフェル式センターレールを使用する蒸気式鉄道を対象としており、この計画は1888年にティンワルドによって承認されたが、建設されなかった。1895年、スネーフェル登山鉄道協会（SMRA）は計画を復活させ、以前の調査のルートを採用した。この路線は協会がリースした土地内に建設されたため、法定権限は必要なかった。この路線は非常に迅速に建設され、1895年8月20日に開通した（建設中、路線は3フィートと3フィート6インチの三線軌条で敷設された。 この路線はマンクス・ノーザン鉄道の3軸動輪蒸気機関車、4/IMR15「カレドニア」を使用して建設された。3フィート用の三本目のレールは、100周年の際に「カレドニア」を入線させるため一時的に復元され、現在はマンクス電気鉄道のサルーンコーチを山に戻すための油圧式フェルブレーキが装備されている）。この路線は、フェル式牽引装置を使用しない電気鉄道として当初から建設され、急勾配を推進するために通常の粘着力に依存している。ただし、車両には下降時に使用するためのフェルブレーキ装置が装備されている。1895年12月、SMRAは、MERを所有するマン島路面電車および電力会社（IoMT＆EP）に路線を売却した。その後のIoMT＆EPの崩壊後、SMRAが未登録であり、IoMT＆EPの取締役のほとんどがSMRAのメンバーであり、それに違反して買収に投票したことが明らかになった後、この取引に疑問が投げかけられた。IoMT＆EPは、銀行破綻の結果として1900年に清算された。鉄道とMERは、清算人によって、1902年に新しく設立されたManx Electric Railway Co.Ltdに売却された。1950年代後半までに、会社は財政難に陥り、1957年にマン島政府に買収された。

## 駅
路線の主要鉄道駅は、ラクシーのマンクス電気鉄道との乗り換え駅である。路線の唯一の中間停車場所は、 TTレースで使用されるスネーフェル・マウンテン・コースの一部であるマウンテンロード (A18)と路線が交差する中間位置のバンガローである。レース期間中、電車は道路の両側で折り返し、乗客は歩道橋を渡る。
- ラクシー（乗り換え駅）
- バンガロー
- スネーフェルサミット

ラクシー駅の上には、すべての車両が収容され維持されている車庫につながる側線がある。この複合施設は1994年から1995年の冬に完全に再建され、鉄道の100周年に備えて正式にオープンした。また、車庫には小さな小屋があり、冬の間山頂でマストにアクセスするために使用される空軍省の鉄道車両が収容されている。このとき、架線は霜害を防ぐために線路の上から撤去される。

## 車両

### 営業車両

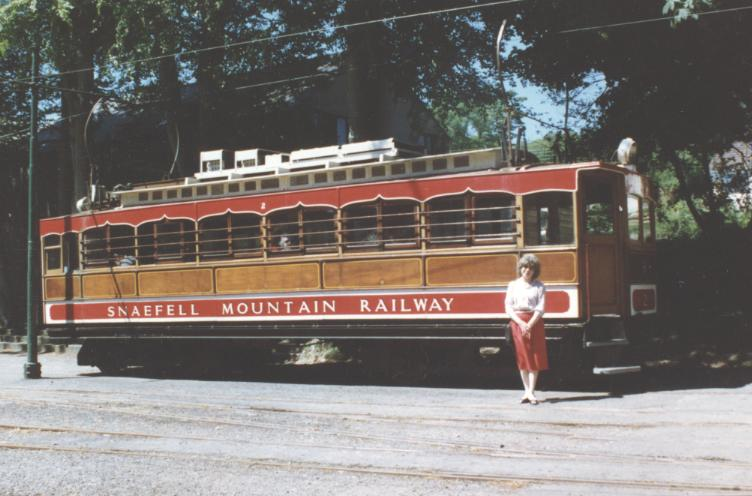
2号車（ラクシー駅にて）

鉄道は、当初の同一形式6両のうち5両の電車で運行されており、すべて1895年にGeorge F. Milnes＆Co。によって製造され、その年の開通に間に合うように配備された。
注目すべきは、1970年8月16日の火災で甚大な被害を受け、その後地元で再建され、1971年に再就役した5号車である。近代的なアルミニウム枠の「バス」タイプの窓があることで際立っていたが、2003年の再改修中に取り外されて木製のスライド式の窓が取り付けられるとともに、車体にマン島語で鉄道名を記載した初の車両となった。現在の塗装は1世紀以上にわたって標準とされた赤・チーク(無色透明のラッカー仕上げ)・白の塗装である。例外は1957年に国有化されたときで、数両が緑と白の塗り分けをまとったが評判はよくなかった。 1899年まで使用されていた元の塗装は、その後好まれてきた「RAILWAY」(鉄道) ではなく「TRAMWAY」(路面電車) の文言を特徴とするクリーム色とプルシアンブルーの塗り分けだった。
また、2011年に開始された1号車の大規模な再改修でオリジナルの配色に戻す対象に選ばれ、元の文言が記載された。国有化で短期間採用された緑と白の配色が1962年に取りやめられて以来、初めて顕著に異なる配色の車両が運行されることになった。車両の屋根上には1970年にレオスタティックブレーキ装置が追加されるまで、ナイフ研ぎ台の広告が掲示されていた。
3号車は、2016年3月30日に頂上駅を発進後に脱線する事故で完全に破壊された。回収可能な残骸はマンクス電気鉄道の技術部門に保管されており、最終的には再生される予定である
| №    | 製造年 | レイアウト                 | 現在の塗装                | 現在のレタリング          | 備考           | 状態             |
| ---- | ------ | -------------------------- | ------------------------- | ------------------------- | -------------- | ---------------- |
| No.1 | 1895年 | ヴェスティビュールサルーン | SMTブルー/チーク/ホワイト | Snaefell Mountain Tramway | 2012年に再生   | 稼働中           |
| No.2 | 1895年 | ヴェスティビュールサルーン | SMRレッド/チーク/ホワイト | Snaefell Mountain Tramway | 〜             | 稼働中           |
| No.3 | 1895年 | 〜                         | 〜                        | 〜                        | 事故により破壊 | 〜               |
| No.4 | 1895年 | ヴェスティビュールサルーン | グリーン/チーク/ホワイト  | Snaefell Mountain Tramway | 〜             | オーバーホール中 |
| No.5 | 1895年 | ヴェスティビュールサルーン | 赤/チーク/白              | Snaefell Mountain Tramway | 1971年に再生   | 稼働中           |
| No.6 | 1895年 | ヴェスティビュールサルーン | 赤/チーク/白              | Snaefell Mountain Railway | 〜             | 稼働中           |

### 事業用車

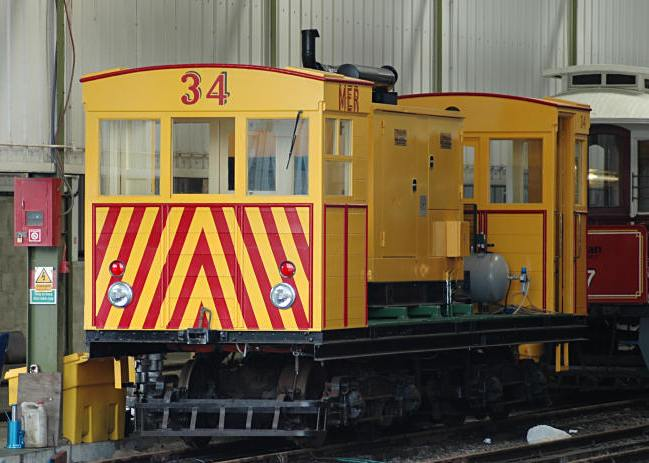
7号車「マリア」レプリカ

鉄道で製造された7台目の車両は、1895年の開通時に用意された事業用車である。主に営業車をベースとしながらも、座席を持つ密閉車体は有していない。他の車両に続く7番を付されて「マリア」と呼ばれ、ラクシーからバンガロー近くの発電所に石炭を運ぶために使用され、伝統的に必要に応じて他の営業用車両から駆動台車を慣例的に借りていた。この車両は樽の上に置かれた作業用倉庫で、樽が腐敗して保持できなくなるまで長く見ることができた。レプリカは、路線の100周年を祝う国際鉄道フェスティバルに参加するために1994年に建造された。当路線上では限定運用とされ、その後、マンクス電気鉄道で使用するために3 ft (36 in)に改造された。現在、「低地路線」（登山鉄道と区別するためのMERの通称）で34号車として番号が付け直されている。架空線が下がっているときに自走するディーゼル発電機が搭載されている。
| №          | 製造年 | 製造者                     | レイアウト                  | 現在の塗装               | 現在のレタリング | 備考                           | 状態             |
| ---------- | ------ | -------------------------- | --------------------------- | ------------------------ | ---------------- | ------------------------------ | ---------------- |
| No.7（i）  | 1895年 | GFミルンズアンドカンパニー | エンドキャブ/オープンワゴン | オールオーバーグレー     | なし             | スクラップ1995年、レプリカ構築 | スクラップ、1995 |
| No.7（ii） | 1994年 | マン島電気鉄道             | エンドキャブ/オープンワゴン | イエロー/レッド/ブラック | なし             | 改造（No.34マン島電気鉄道）    | 保存済み         |

### National Air Traffic Services用車両

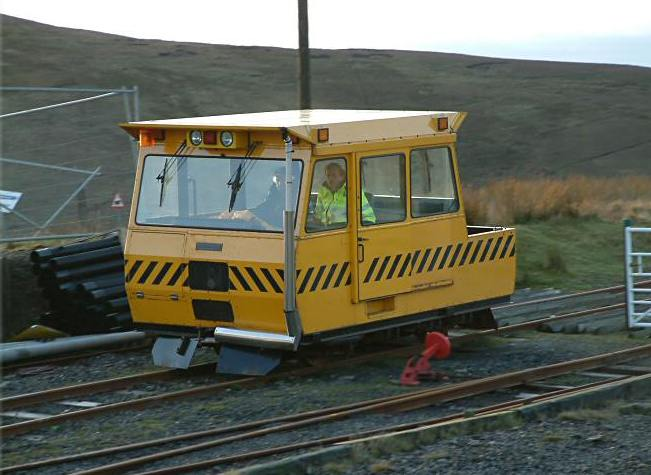
National Air Traffic Services用4号車両

当路線上には4台の別の鉄道車両があり、そのすべてがウィッカムトロリーである。空軍省第1号が空軍ブルーの塗装で到着し、1960年代に黄色と黒（民間航空局の色）に塗り替えられた。その後、個人所有者に売却され、2007年6月に修復のために英国に出荷された。2台目の車両は空軍ブルーの塗装で到着し、1960年代に再び黄色と黒に塗り直された。 No. 4は現在、National Air Traffic Services （AirMinistryおよびCivilAviationAuthorityの後継）によって使用されている。車両は、スネーフェル山の頂上にある空中マストを維持するために使用された。
| 製造番号 | 車両番号   | 製造者          | 納品年 | オリジナル塗装    | 状態             |
| -------- | ---------- | --------------- | ------ | ----------------- | ---------------- |
| 5864     | 空軍省No.1 | Wickham of Ware | 1951年 | ティールブルー    | 復元待ち         |
| 7642     | CAA No.2   | Wickham of Ware | 1957年 | ティールブルー    | 不明             |
| 10956    | CAA No.3   | Wickham of Ware | 1977   | ティールブルー    | 運用中           |
| 11730    | NATS No.4  | Wickham of Ware | 1991   | イエロー/ブラック | オーバーホール中 |

### その他
鉄道には、道路にアクセスできない山頂駅に物資を運ぶために使用される四輪貨車もある。貨車は通常、スタッフを山頂に運ぶ朝の始発列車の前に連結して推進され、日中は山頂に留まり、終電車の後部に連結されて戻る。主に写真撮影の目的で、特別なイベントの一部として営業列車で使用されることがある。

## 事故

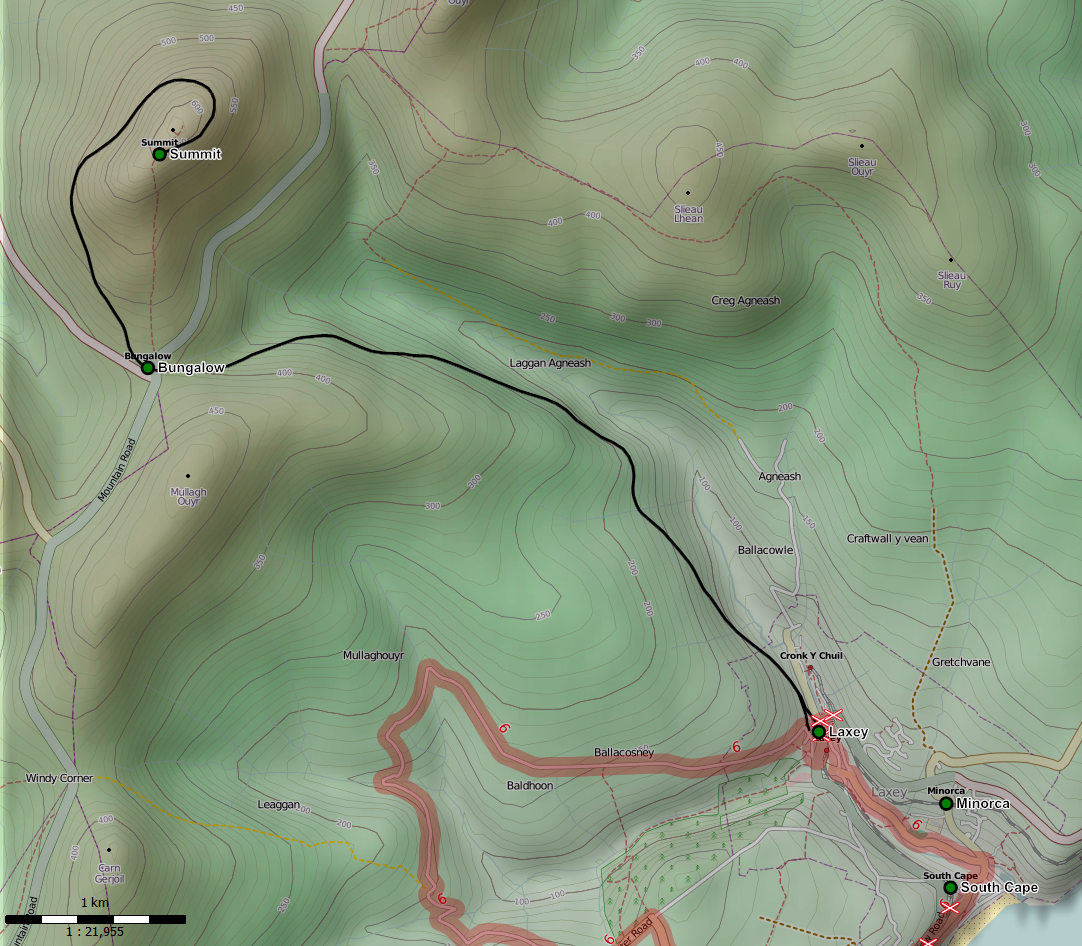

1895年の路線建設中、蒸気機関車「カレドニア」は、枕木とレールを路線に運ぶために使用されていた。ダンベルズロウから丘を上っていくと、機関車は丘を約20メートル上って滑り始め、パン屋を通り抜けて八百屋に衝突し、両方の資産に重大な損害を与えた。不動産所有者と運転士はどちらも無傷であった。
ポータルサイトManx.netによると、2009年7月27日月曜日、機械式掘削機を搭載した車両が、ラクシーの交差点でスネーフェルマウンテン鉄道とマンクス電気鉄道に牽引力を供給する架線に接触した。負傷者はなかった。警察とMERの電気工学の乗組員が事件の現場にいたと報告書は述べた。事件の結果としてどのような被害が発生したかを示すものではない。架線の一時的な修理の後、翌日サービスが再開された。架線は、2週間で恒久的に修理された
。
2016年3月30日、空のスネーフェルマウンテン鉄道の3号車がサミットから暴走し、バンガロー駅のすぐ北で脱線した。負傷者は報告されていないが、当時121歳の電車はこの事件で完全に破壊された。山頂では30人の乗客が立ち往生した。 
2017年8月4日、2号車は、スネーフェル山の終点からバンガローへの降下中にブレーキが故障した。マン島の公共交通機関の監督者であるイアン・ロングワースは、ボウコレクタが架線との接触を一時的に失ったときに発生した電力供給の中断により、電車の発電ブレーキが失効したと述べた。この事件では、乗務員は緊急フェルレールブレーキをかけようとしたが、バンガロー駅近くの踏切上でフェルレールが途切れるために最初はうまくいかなかった。フェルレールのある区間に戻った後、乗務員は最終的に車両を停止することができた。事故の後、路線の制限速度は12マイル毎時 (19 km/h)から8マイル毎時 (13 km/h) に引き下げられた。しかし、8月10日、労働安全衛生検査官は、電車が新しい制限速度を順守していないという報告を受けて、電車の運行を禁止した。ブレーキシステムの変更後、2018年3月30日にサービスが再開された。